# フィランソロピー
フィランソロピー、フィランスロピー（英: Philanthropy）とは、人類への愛に基づいて人々のウェルビーイング（幸福、健康、クオリティ・オブ・ライフ（QOL）など）を改善することを目的とした、利他的活動や奉仕的活動等々を総称したもの。あるいは慈善的な目的を援助するために、時間、労力、金銭、物品などを捧げる行為のことである。従来日本語では「慈善活動」「博愛」「人類愛」などとも呼ばれてきた。この意味では「チャリティー」にも近い。
"Philanthropy"という単語は、古希: φίλος philosフィロス（ピロス）（=愛、愛すること）と、古希: άνθρωπος ánthrōposアントロポス（=人類）という言葉から成っている表現であり、「人類を愛すること」という意味がある。
フィランソロピーの実践者はフィランソロピストと呼ばれる。日本語では「篤志家（とくしか）」と呼ばれる。
なお英語の発音に近い表記はフィランスロピーであるが、日本では一般的にフィランソロピーとの表記が普及している。大杉由香は「2010年9月現在，CiNiiでもフィランスロピーをタイトルにした論文等は38本であるが，フィランソロピーについては183本ある」と指摘している。

## 概説
フィランソロピーとは、人々のウェルビーイングを改善したり高めることを目的とした、利他的活動や奉仕的活動、等々を指しており、またそうしたことを目的とした組織を指すこともある。
フィランソロピーを行う人の経済状況は様々である。フィランソロピストとして、アメリカのロックフェラー家、カーネギー家、ビル・ゲイツなどのような富豪に注目が集まることも多いが、フィランソロピーの定義に富の大小は含まれない。
また、日本では個人による支援よりも、企業の社会貢献を指して使われることでこの言葉が広まった。
つまり、フィランソロピーには個人的な活動だけでなく、法人が組織として、人類のために行う慈善的な活動、たとえば日本で「企業メセナ」と呼ばれるような活動も含まれる。
欧米諸国では、フィランソロピーは、美術・音楽・宗教・人道主義活動や、教育活動（地域の学校から大学まで）に財源を供給し（しかも主たる財源である）、人々のQOLの改善に貢献している。
フィランソロピーは社会的能力において非常に重要であり、たとえリーダーシップや観察力があっても、博愛精神のない人は社会的に成果を上げづらい、と指摘する学術誌も存在する。

## フィランソロピーと政治
フィランソロピーは、福祉政策などに代表される政府の機能に頼ることなく、社会的改革に影響を及ぼそうとする民間セクターによる活動である。
政府はフィランソロピーの活動を制度的に支援することがある。多くの国では、チャリティー活動に寄付した場合税金が控除される。日本では寄付金控除として知られる。

## フィランソロピーに対する反応
フィランソロピーは現在の需要と将来の需要の両方に応えるものであるといえる。たとえば差し迫った災害に対するフィランソロピーは、現在の需要に対応するものである。これは遠い将来を予測する必要がなく、フィランソロピストが得られる社会的評価もわかりやすい。
一方、「将来の需要に対するフィランソロピー」は、フィランソロピストの高度な予測能力と優れた知恵を必要とする。しかし、世間一般では、その行為が非常に高度で優れたものだと認知されるには時間がかかる。実際は、将来の必要を予測し現在のうちに手を打っておくことは、困難な事態が起こってしまってから寄付することと両輪で被害を最小化するツールである。

## フィランソロピー・アドバイザー
フィランソロピーを行いたいと考える富裕層等に向けて、アドバイスを行う「フィランソロピー・アドバイザー」という職業が欧米諸国では普及している。
具体的には、社会貢献事業や多額の寄付を行う意向がある人に対して、社会貢献プロジェクトや団体の運営・アドバイスや、寄付者の目的に応じた寄付の方法、内容をアドバイスし、社会貢献活動の成果を向上させる役割を担う。
近年では、財務リターンだけでなく社会的リターンを追求する投資「(社会的)インパクト投資」についての助言も行う。
米国には、フィランソロピー・アドバイザーの資格認定制度であるフィランソロピー・アドバイザリー資格、CAP（Chartered Advisors in Philanthropy）が存在する。CAPを取得すると、財務的なアドバイスの一環として、フィランソロピーに関心がある個人や団体に多様な寄付等を学べる。米国ではこのような形で、富裕層向け財務的なアドバイスにフィランソロピーの概念が組み込まれており、米国の寄付市場が発展に寄与している。
米国最大級のフィランソロピー・アドバイザー機関はロックフェラー・フィランソロピー・アドバイザーズであり、米国内における主要な財団を始め、富裕層などの個人へのアドバイザー業務を提供している。
日本国内においては、社会変革推進財団が2020年「新しいフィランソロピーを発展させるエコシステムに関する調査」を発行し、フィランソロピー・アドバイザリーの必要性を提唱し、フィランソロピー・アドバイザリーのサービス提供を開始。

## 主なフィランソロピスト
出生順、国名は出身国。

### 歌手
- マイケル・ジャクソン（ アメリカ合衆国、1958年 - 2009年） - 最も多くの慈善団体に寄付したとして、ギネス世界記録に認定されている。
- レディー・ガガ（ アメリカ合衆国、1986年 - ） - 同性愛者を支援し、シドニー名誉市民となった[5]。

### その他
- ウォーレン・バフェット（ アメリカ合衆国、1930年 - ） - 投資家
- ラリー・エリソン（ アメリカ合衆国、1944年 - ） - オラクル共同創業者
- ラリー・スチュワート（ アメリカ合衆国、1948年 - 2007年） - 実業家
- ビル・ゲイツ（ アメリカ合衆国、1955年 - ） - マイクロソフト共同創業者
- マッケンジー・スコット（ アメリカ合衆国、1970年 - ） -  作家